# Negotino (Vrapčište)
Negotino (makedonsky: Неготино, albánsky: Negotinë) je vesnice v Severní Makedonii. Nachází se v opštině Vrapčište v Položském regionu. Dříve spadala do opštiny Negotino-Pološko. 
Podle sčítání lidu z roku 2002 žije ve vesnici 3 673 obyvatel. Etnickými skupinami jsou:
- Albánci – 3 659
- Turci – 1
- Srbové – 1
- Bosňáci – 1
- ostatní – 11